# Waleri Afrikanowitsch Borog
Waleri Afrikanowitsch Borog (russisch Валерий Африканович Борог; * 27. Januarjul. / 9. Februar 1907greg. in Jaroslawl; † 2000 in Moskau) war ein sowjetisch-russischer Luftfahrtingenieur.

## Leben
Borog studierte am Moskauer Luftfahrtinstitut (MAI) mit Abschluss 1934. Darauf arbeitete er als Konstrukteur in den Sonderkonstruktionsbüros A. Tschischewski und G. Grigorowitsch, wo er schließlich Brigade-Chef wurde. Ab 1938 arbeitete er als Konstrukteur in der Moskauer Fabrik Nr. 39 des Volkskommissariats für Verteidigungsindustrie der UdSSR, die dann das Sonderkonstruktionsbüro Iljuschin wurde.
Borog war direkt beteiligt an der Entwicklung, Erprobung und Serieneinführung der Pilotenkanzeln, Rümpfe und Innenräume vieler von Iljuschin entwickelten Flugzeuge (Il-2, Il-10, Il-12, Il-14, Il-18, Il-20, Il-28, Il-38, IL-40, Il-54, Il-76). 1959 wurde Borog Vizechefkonstrukteur und 1973 Chefkonstrukteur des Konstruktionsbüros, das das Maschinenbau-Werk Strela geworden war. Er lieferte wichtige Beiträge zur Lösung vieler Flugzeugbauprobleme insbesondere bei der Entwicklung der Il-62 und der Il-86 und erhielt 14 Patente für seine Erfindungen.
Borog ging 1987 in Pension und lebte in Moskau. Er wurde auf dem Wagankowoer Friedhof begraben.

## Ehrungen, Preise
- Orden des Roten Sterns (1941)[3]
- Orden des Roten Banners der Arbeit (1944, 1957)
- Stalinpreis (1952)
- Staatspreis der UdSSR (1956)
- Leninpreis im Bereich Technik für die Entwicklung und den Bau des Passagierflugzeugs Iljuschin Il-18 (1960 mit Entwicklungsleiter und Generalkonstrukteur Sergei Wladimirowitsch Iljuschin, Chefkonstrukteur Alexander Georgijewitsch Iwtschenko, Testpilot Wladimir Konstantinowitsch Kokkinaki und den führenden Konstrukteuren Wiktor Michailowitsch Germanow, Alexei Nikolajewitsch Slenko, Anatoli Jakowlewitsch Lewin, Wladimir Alexejewitsch Lotarjow, Anatoli Konstantinowitsch Pantelejew, Jewgeni Iwanowitsch Sankow, Wiktor Nikolajewitsch Semjonow und Alexei Illarionowitsch Schwedtschenko)
- Leninorden (1969, 1976)
- Held der sozialistischen Arbeit mit Leninorden und Hammer und Sichel-Medaille (1976)
- Orden der Oktoberrevolution (1981)
- Ehrenflugzeugbauer (1983)[3]
- Bronze-, Silber-, Goldmedaille der Ausstellung der Errungenschaften der Volkswirtschaft der UdSSR[2]